# Ceruza

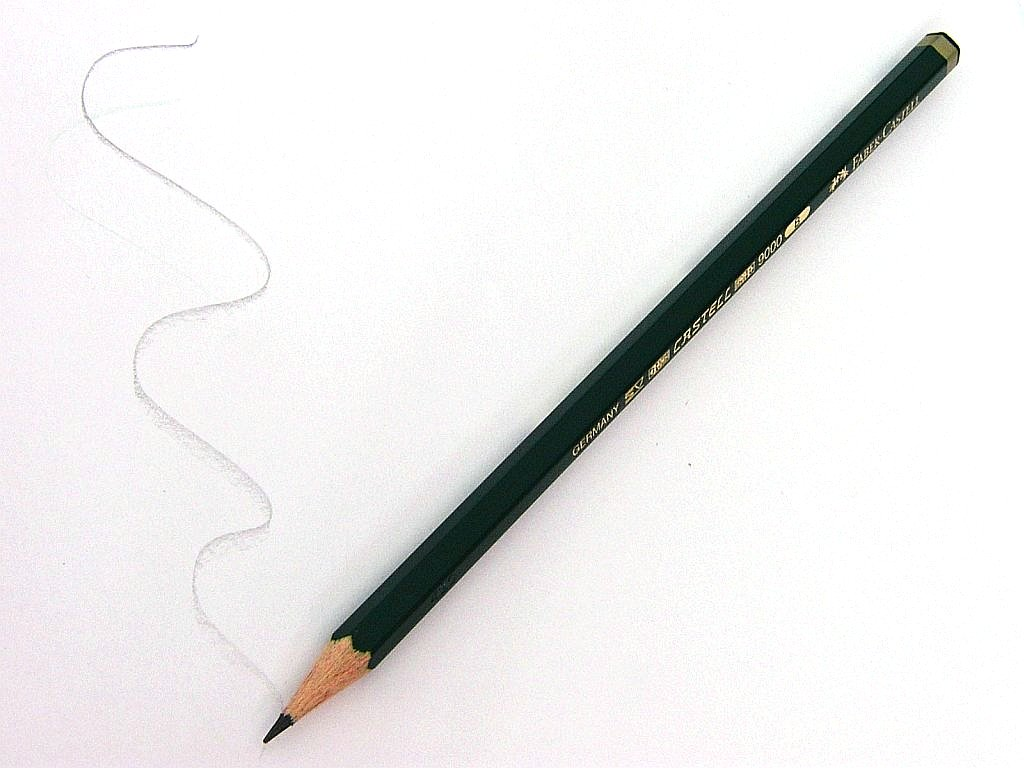
Ceruza

A ceruza írásra vagy rajzolásra használatos eszköz, általában egy fahengerbe foglalt vékony grafitrúdból áll, ami kötőanyagként agyagot is tartalmazhat. A grafitot helyettesítheti szén vagy egyéb festékanyag, a faborítást pedig papír vagy műanyag. A hengeres tokot sokszögletű hasábbal helyettesítve a ceruza nehezebben gurul le a lejtős asztalról, iskolapadról. Az ácsok vastag, lapos ceruzát használnak, vastagabb s így lassabban kopó béllel. A ceruzákat a töltőtollaktól és a golyóstollaktól az különbözteti meg, hogy ezekben a festékanyag folyékony halmazállapotú, míg a ceruzabél szilárd. A ceruza az írószerek közé tartozik.

## A szó eredete
A latin cerussa szó ólomfehér-et jelent, s így nevezték a ceruza ősét, az ólomvesszőt. Később az ólom helyett írásra-rajzolásra ónvesszőt – magyarul író-ónt (írón) – használtak, amelyet szükségszerűen fatokba foglaltak, lévén az ónrúd önmagában lágy, könnyen hajló. Ez az elterjedt megoldás vezetett a grafitceruza kifejlesztéséhez.
A plajbász szavunk a német Bleiweiss (ólomfehér) szóból ered.

## A ceruza története
1564 ben fedezte fel egy ismeretlen személy az angliai Scatwaite völgyében a ceruza legfontosabb elemét, a szén egy származékát, a grafitot.
Gyártását először 1761-ben kezdte meg a Stein nevű német városban Kaspar Faber, a Faber Castell alapítója.
1790-ben Nicolas Conté francia kutató fejlesztette ki és szabadalmaztatta a ceruzagyártás folyamatát. Vele egy időben, Bécsben Joseph Hardtmuth építőmester kezdte meg a különböző keménységi fokozatú ceruzák gyártását.
1874-ben terjedt el a tintaceruza vagy más néven másolóceruza, a színes ceruza őse, amely legfontosabb alkotórésze a metilibolya festék. A színes ceruza a 20. század elején kezdett elterjedni. Alapanyaga a festék és kötőanyag. Adalékanyagai a gumi, agyag, gyanta és viasz.
Tokuji Hayakawa az 1940-es években találta fel a nikkelborítással rendelkező töltőceruzát – ami hamar népszerűségre tett szert, mert kényelmesen használható, tartós darab volt – és 1942-ben alapította meg gyárát, az Electric Industry Co.-t, amely Sharp Corporation néven vált ismertté 1970-ben.

## Ceruzagyártás
A ceruza két alkotóeleme a grafit – vagy ennek megfelelő kémiai anyag – és a ceruza háza, amely lehet fa, fém vagy műanyag.
A ceruzabélnek három alkotóeleme van: a grafit, az agyag és a korom. A ceruzabél elkészítésekor gondosan felaprítják a grafitot úgy, hogy kristályos szerkezete lehetőleg ép maradjon, mert ettől függ a ceruzavonalak egyenletessége és fedőképessége. A kívánt keménység eléréséhez tisztított, finom agyaggal keverik össze. Az elegy gyúrhatóságának fokozására vizet is adnak hozzá, majd dagasztógépbe teszik, azután hengerszékeken és sajtolókon vezetik keresztül. 1000-1200 fokos szárítógépben megszárítják. A száraz ceruzabeleket légritkított térben viaszkeverékkel és zsiradékkal itatják át.
A kátrányfestékipar fellendülésével megjelentek a grafitot helyettesítő különböző szerves festőanyagok. A metilibolya festék a másolóceruza legfontosabb alkotóeleme, melyet a későbbiek folyamán a szivárvány minden színében író ceruzák követtek.
A ceruza másik nagyon fontos kelléke a háza, a fahüvely. Ennek nyersanyaga kizárólag távoli erdők különleges fái voltak, ezek vetemedtek a legkevésbé. A vetemedés elkerülésére régebben az ócska faházak gerendáit, vasúti talpfákat, leselejtezett hajók deszkáit használták ceruzaháznak. Ez a forrás azonban véges, így más technológia után kutattak a gyárak mérnökei.
Ma már nemesítéssel, impregnálással a frissen vágott hársfából, égerfából s némely fenyőből is jó minőségű ceruzahüvelyt lehet előállítani.
Gyártáskor kis fatéglákat készítenek, melyből fél ceruza átmérőjű szeleteket vágnak. Ezeket viasszal és festékkel kezelik. A ceruzabélnek vágnak bele vájatot, majd miután belehelyezték a ceruzabelet, ráhelyeznek egy másik, szintén vájattal rendelkező faszeletet, s nagyon erős ragasztóval összeragasztják őket. Ezután gép vágja ceruzanagyságúra a szendvicseket. A ceruza külsejét csiszolják, festik és jelzésekkel látják el. Időnként fémgyűrű segítségével radírt erősítenek a végére, ami főként grafitceruzák (nem pedig színes ceruzák) esetében jellemző.

## A ceruza fajtái

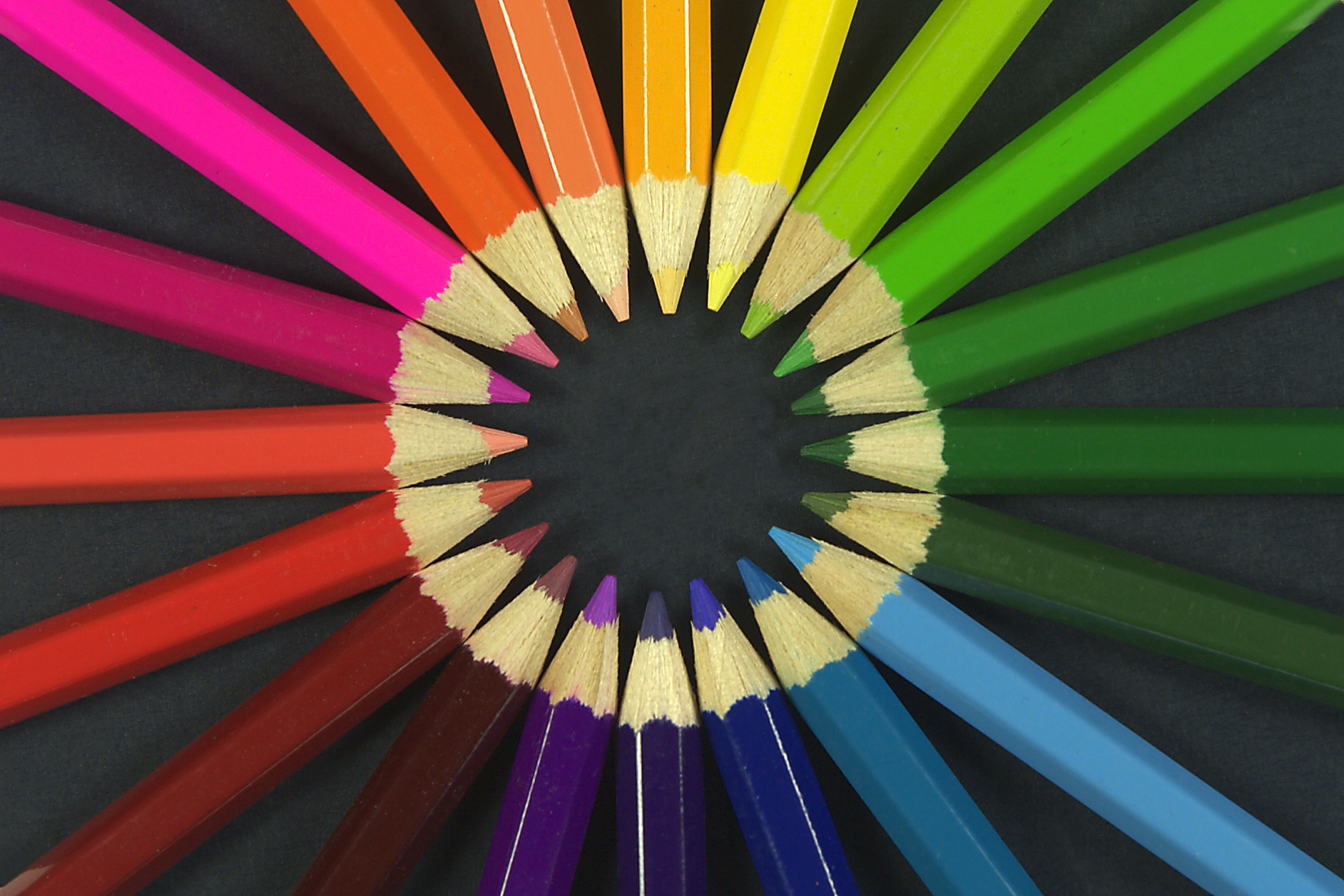
Színes ceruzák

- Töltőceruza
- Színes ceruza
- Postairón
- Egész grafit
- Ácsirón

## Keménység
Keménységtől függően a ceruzákat 9H-tól 9B-ig (Derwent-féle skála), 10H-tól 8B-ig (Koh-i-Noor), 9H-tól 8B-ig (Staedtler) osztályozzák. Itt a H jelentése hard, azaz kemény, a B-é black, azaz fekete, az F a fine rövidítése.
|              |    |    |    |    |    |         |         |         |         |    |   |    |    |    |           |           |           |    |    |
| 9H           | 8H | 7H | 6H | 5H | 4H | 3H      | 2H      | H       | F       | HB | B | 2B | 3B | 4B | 5B        | 6B        | 7B        | 8B | 9B |
| Legkeményebb | →  | →  | →  | →  | →  | Közepes | Közepes | Közepes | Közepes | →  | → | →  | →  | →  | Legpuhább | Legpuhább | Legpuhább |    |    |

- H1–H9 – Keményebb ceruzák. Főleg műszaki rajzok elkészítésére használják őket.
- HB – Írásra a legalkalmasabb ceruzatípus.
- B1–B9 – Puhább ceruzák. Rajzolásra, illetve tónusértékek felvételére használatosak.